# Сорок (улус)
Соро́к (рос. Сорок) — улус Окинського району, Бурятії в Росії. Входить до складу Сільського поселення Сойотського. Населення — 739 осіб (2015 рік).